# Gavião-caboclo
Gavião-caboclo ou bútio-da-savana (Heterospizias meridionalis) é um gavião campestre da família dos acipitrídeos, que ocorre do Panamá à Argentina e em todo o Brasil. A espécie mede cerca de 55 cm de comprimento, com plumagem ferrugínea, asas avermelhadas com pontas negras e cauda negra com faixa branca e ponta esbranquiçada. Também é conhecido pelos nomes de casaca-de-couro, gavião-fumaça, gavião-puva, gavião-telha, gavião-mariano e gavião-tinga.

## Características

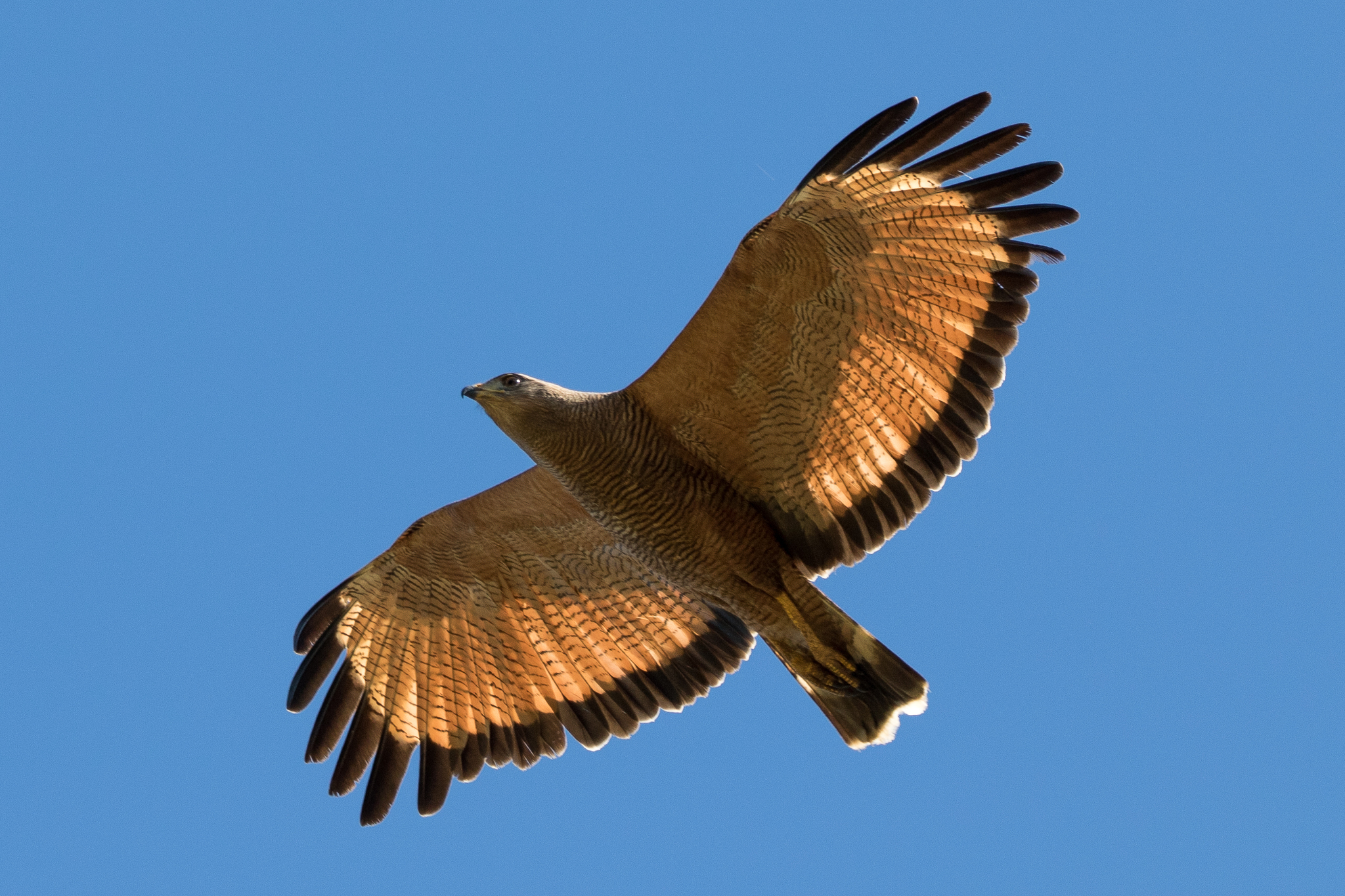
Gavião-caboclo em vôo.

A espécie mede cerca de 55 cm de comprimento, com plumagem ferrugínea. A adulto é todo marrom avermelhado, com a ponta das asas e cauda negras e penas longas. Possui uma faixa branca, estreita, na cauda. Pernas e pele nua das narinas, amarelas. Bico negro e olho marrom avermelhado. Como em outros gaviões, o jovem é muito diferente. Cores apagadas, cinza amarronzado nas costas e barriga creme, com riscos verticais escuros e uma semicoleira escura. Sobre os olhos, uma listra clara. A cauda é creme, com finas listras escuras. Faixa larga subterminal negra. Penas longas das asas com listras finas e ponta negra.

## Alimentação
É um gavião de áreas abertas, campos e cerrados, onde alimenta-se de várias presas, como pequenos mamíferos, aves, cobras, lagartos, rãs, sapos e grandes insetos. Na baixa das águas, apanha caranguejos.

## Reprodução
Reproduz-se de julho a novembro. Faz ninho a pouca altura, sobre árvores baixas ou palmeiras. Põe 1 ou, raramente, 2 ovos brancos.

## Hábitos
É o seu hábito de seguir incêndios que chama mais a atenção, razão do nome comum, gavião-fumaça. Voa para a queimada, geralmente pousando em galhos à frente do fogo, ou caminha logo atrás das chamas, às vezes a poucos metros das labaredas. Na parte dianteira do incêndio, apanha os pequenos vertebrados e insetos fugindo da queimada, enquanto na parte posterior come os animais e insetos moribundos ou mortos pelo fogo. Possui um território de caça exclusivo, afastando os outros gaviões-caboclos. O casal se comunica através de um assobio fino, longo e choroso, repetido continuamente. Voa alto, aproveitando as correntes de ar quente para planar, ou através de voo ativo, com batimento ritmado das asas.

## Distribuição Geográfica
Presente em quase todo o Brasil, com exceção de áreas densamente florestadas. Encontrado também do Panamá à Argentina.